# L'estate
Pour plus de détails, voir Fiche technique et Distribution.
L'estate est une comédie dramatique italienne réalisée par Paolo Spinola et sortie en 1966. 

## Synopsis
Sergio, un industriel devenu nouveau riche à la suite du miracle économique italien, vit séparé de sa femme et habite avec Adriana, la mère d'Elisa, une jeune fille à peine sortie de l'adolescence. Le lien entre Sergio et Adriana commence à se fissurer : l'homme s'ennuie et s'impatiente, tandis que la femme semble plus disposée à poursuivre la relation, même si c'est avec lassitude.
Pendant les vacances d'été, Elisa rentre de l'internat suisse qu'elle fréquente et part en croisière en Sardaigne sur le yacht de Sergio avec sa mère. Devant leurs amis, tous trois évitent de montrer les désaccords qui ont surgi au sein de la famille et qui se sont aggravés pendant les vacances ; c'est dans ce climat qu'Elisa parvient à séduire Sergio et à devenir sa maîtresse pour ne pas perdre ce qu'elle considérait comme un droit acquis après des années.
Sergio quitte le groupe sous prétexte d'affaires et Elisa en profite pour raconter à sa mère sa relation avec lui. Adriana, bouleversée, tente de se suicider mais, au retour de Sergio, immédiatement rappelé par Elisa, elle ne peut que prendre acte de la fin de sa relation avec son compagnon, désormais amoureux de la jeune femme.

## Fiche technique
- Titre italien original : L'estate[1]
- Réalisateur : Paolo Spinola
- Scénario : Paolo Spinola, Rafael Azcona
- Photographie : Marcello Gatti
- Montage : Nino Baragli
- Musique : Gianni Boncompagni, interprétation de The Pipers
- Décors : Piero Gherardi
- Costumes : Bruna Parmesan (it)
- Production : Ambrogio Spinola
- Société de production : 5 Ottobre Cinematografica
- Pays de production :  Italie
- Langues originales : italien
- Format : couleur par Technicolor
- Durée : 83 minutes
- Genre : comédie dramatique
- Dates de sortie :
  - Italie : 17 novembre 1966

## Distribution
- Enrico Maria Salerno : Sergio Boldrini
- Nadja Tiller : Adriana
- Mita Medici : Elisabetta (Elisa) Fantoni
- Carlo Hintermann : Carlo Artusi
- Gordon Mitchell : lui-même
- Mirella Pamphili : Antonella
- Mita Cattaneo : Mita
- Dino Zamboni : Marchetti
- Ottavia Piccolo (non créditée) : l'amie d'Elisa